# Avenida Costa do Marfim
Avenida Costa do Marfim é a principal avenida do bairro Conjunto Estrela D'alva, em Belo Horizonte. A rua é fechada na época do carnaval para a realização dos festejos. 
Nesta avenida localiza-se o Parque do Conjunto Estrela D'Alva, que tem aproximadamente 12 mil m² e é uma reserva natural de Belo Horizonte. 